# Cimetière de Xibeigang
Le site de la dynastie Shang, ou cimetière Xibeigang (西北岡墓) à Anyang, dans la province du Henan, en Chine (XIVe – XIe siècle av. J.-C.).
Quoique pillés dans l’antiquité, les tombeaux témoignent d’une incroyable richesse (bronze, jade, objets en os, coquillages de porcelaine, sacrifices d’hommes et de chiens, chars légers à deux roues, plafonds de bois peint de laque). Les tombes royales se présentent sous la forme de fosses rectangulaires avec quatre chemins d’accès au nord et au sud, à l’est et à l’ouest, et un puits central. Elles sont en petit nombre et se distinguent des tombes moins importantes par le caractère plus complexe de leur architecture et l’abondance de leur mobilier funéraire. C’est là seulement que l’on a retrouvé des bronzes. Les tombes ordinaires ne contiennent que des vases en poterie, et les plus petites sont dépourvues de tout mobilier.
Les fouilles confirment la pratique des sacrifices humains. Dans une seule tombe et ses dépendances, on a relevé plus de 300 squelettes, certains intacts et d’autres dont la tête était séparée du tronc. Ces sacrifices, qui semblent parfois volontaires, se réduisent au cours du Ier millénaire et ne sont connus que de façon sporadique sous l’empire. À la fin de l’époque archaïque, l’usage apparaît de substituer aux victimes humaines des mannequins d’osier ou des statues grandeur nature en bois ou en terre cuite. À partir de l’empire, ce ne sont plus que de petites figurines en poterie, puis des objets en papier qui sont brûlés au moment des funérailles.